# Rue Marguerite-Long
La rue Marguerite-Long est une voie du 17e arrondissement de Paris, en France.

## Situation et accès
La rue Marguerite-Long est une voie privée située dans le 17e arrondissement de Paris. Elle débute au 74, boulevard Berthier et se termine au 19, boulevard du Fort-de-Vaux.

## Origine du nom

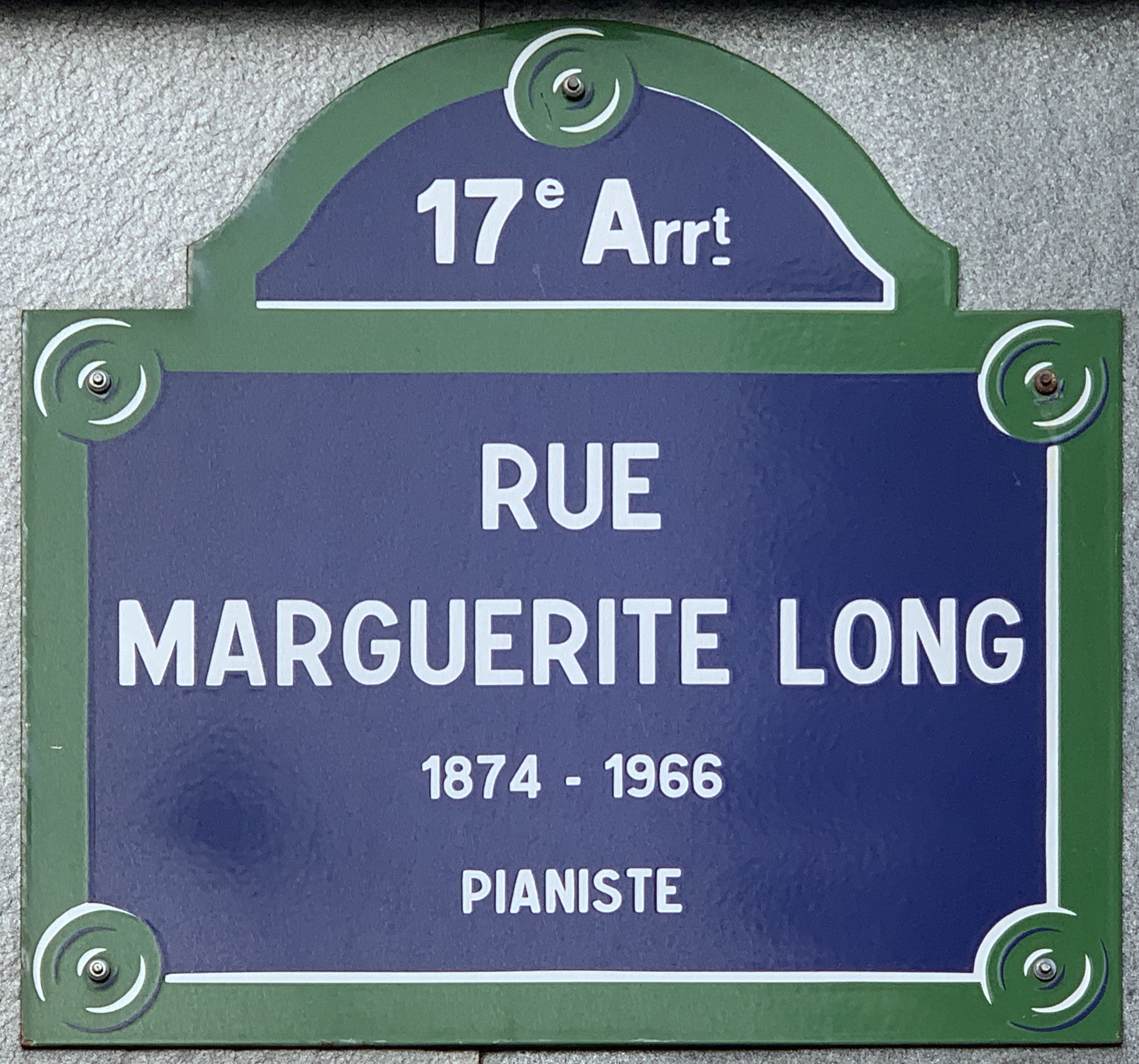
Plaque de la rue.

Elle porte le nom de Marguerite Marie Charlotte Long, dite Marguerite Long (1874-1966), pianiste et pédagogue française.

## Historique
Créée lors de l'aménagement de la ZAC Porte d'Asnières sur le site de la partie nord de l'ancien dépôt de locomotives des Batignolles, elle prend le nom provisoire de « voie BK/17 » avant de prendre son nom actuel en 2002.